# Myopa polystigma
Myopa polystigma är en tvåvingeart som beskrevs av Camillo Rondani 1857. Myopa polystigma ingår i släktet Myopa och familjen stekelflugor. Arten har ej påträffats i Sverige. Inga underarter finns listade i Catalogue of Life.